# Jan Bachleda-Curuś
Jan Wojciech Bachleda-Curuś (ur. 19 kwietnia 1951 w Zakopanem, zm. 7 lutego 2009 tamże) – polski narciarz-alpejczyk.
Olimpijczyk z Innsbrucku (1976) – zajął w slalomie 11. miejsce. Uczestnik mistrzostw świata w 1970 i 1978 roku. Wicemistrz uniwersjady w slalomie specjalnym w 1978 roku, 18-krotny narciarski mistrz Polski w konkurencjach alpejskich. Reprezentował barwy klubów zakopiańskiego Startu i SNPTT Zakopane.
Pośmiertnie odznaczony Krzyżem Oficerskim Orderu Odrodzenia Polski (Dz. Ust. z 2009, nr 30, poz. 445). Został pochowany na Nowym Cmentarzu w Zakopanem (kw. L1-8-4).

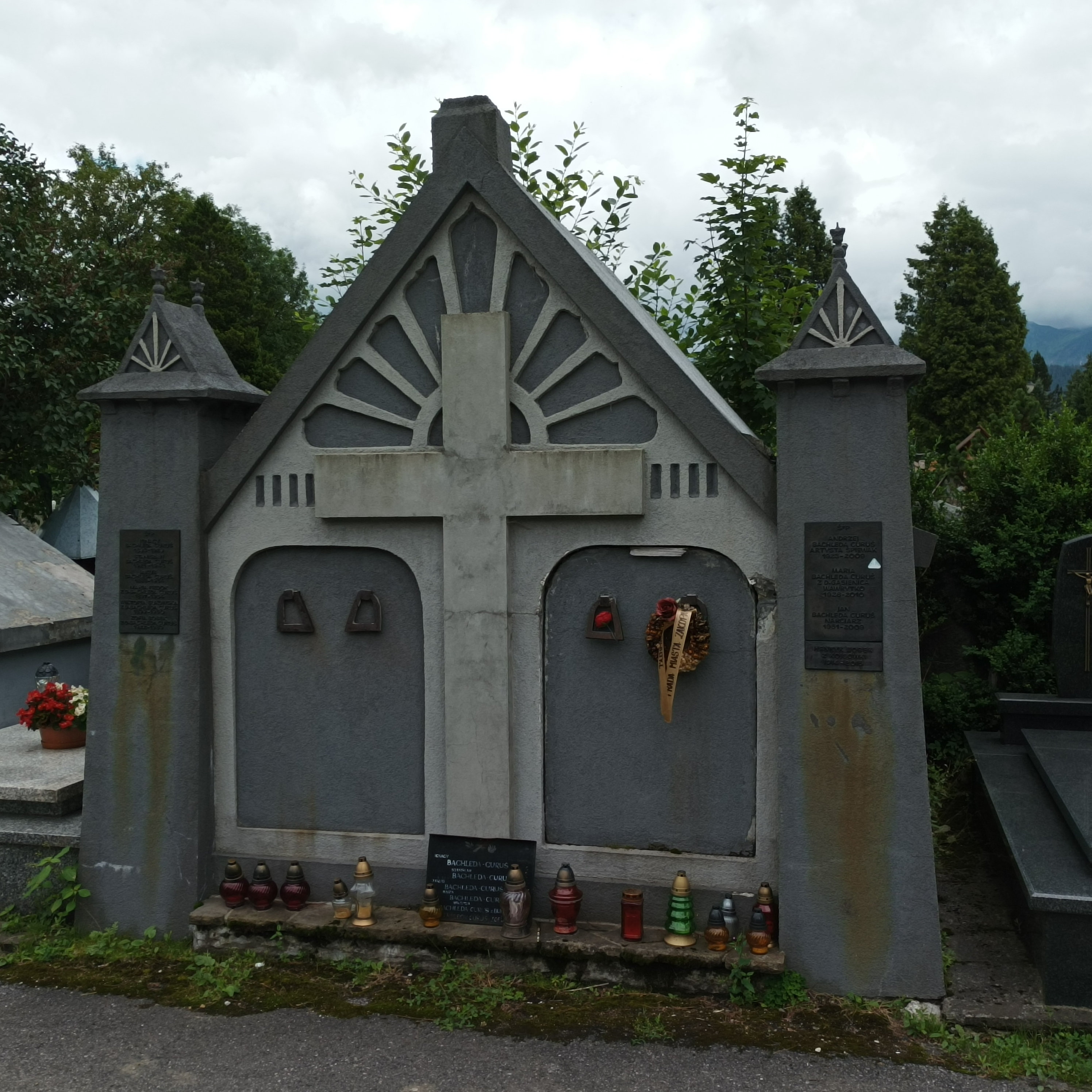
Grób Andrzeja i Jana Bachledy-Curusia na Nowym Cmentarzu w Zakopanem

Brat Andrzeja Bachledy, syn śpiewaka Andrzeja Bachledy-Curusia.

## Osiągnięcia

### Igrzyska olimpijskie
| Miejsce | Dzień     | Rok  | Miejscowość | Konkurencja | Czas    | Strata | Zwycięzca  |
| ------- | --------- | ---- | ----------- | ----------- | ------- | ------ | ---------- |
| 11.     | 14 lutego | 1976 | Innsbruck   | Slalom      | 2:08,81 | +5,52  | Piero Gros |

### Puchar Świata

#### Miejsca w klasyfikacji generalnej
| Sezon     | Slalom | Klasyfikacja Generalna |
| --------- | ------ | ---------------------- |
| 1972/1973 | 14.    | 31.                    |
| 1973/1974 | 10.    | 30.                    |
| 1974/1975 | 10.    | 24.                    |
| 1975/1976 | 19.    | 53.                    |